# 宮本麗美
宮本 麗美（みやもと れいみ、1994年1月7日 - ）は、元テレビ岩手アナウンサー。

## 経歴
千葉県印西市出身。江戸川女子中学校・高等学校時代はバトン部所属。千葉大学法経学部総合政策学科卒業。2015年度ミス千葉大学グランプリ。

## 過去の出演番組
- 定時ニュース
- 5きげんテレビ